# یوهان کریستین دال
یوهان کریستین دال (انگلیسی: Johan Christian Dahl؛ زاده ۲۴ فوریهٔ ۱۷۸۸ درگذشته ۱۴ اکتبر ۱۸۵۷) نقاش اهل نروژ بود. 
توسط بسیاری یوهان کریستین کِلوسِن دال، به عنوان بنیانگذار نقاشی ملی نروژ شناخته می‌شود. او اولین و بزرگترین مفسر و وصف کننده طبیعت نروژ؛ و برجسته‌ترین نقاش مناظر طبیعت نروژ در قرن نوزدهم بود. او از سال ۱۸۲۴ میلادی استاد آکادمی هنر در درسدن بود، اما هنگام زندگی در آلمان بین سالهای ۱۱۸۲۶ تا ۱۸۵۰ پنج بار به نروژ سفر کرد.

## خدمات فرهنگی کمتر شناخته شده

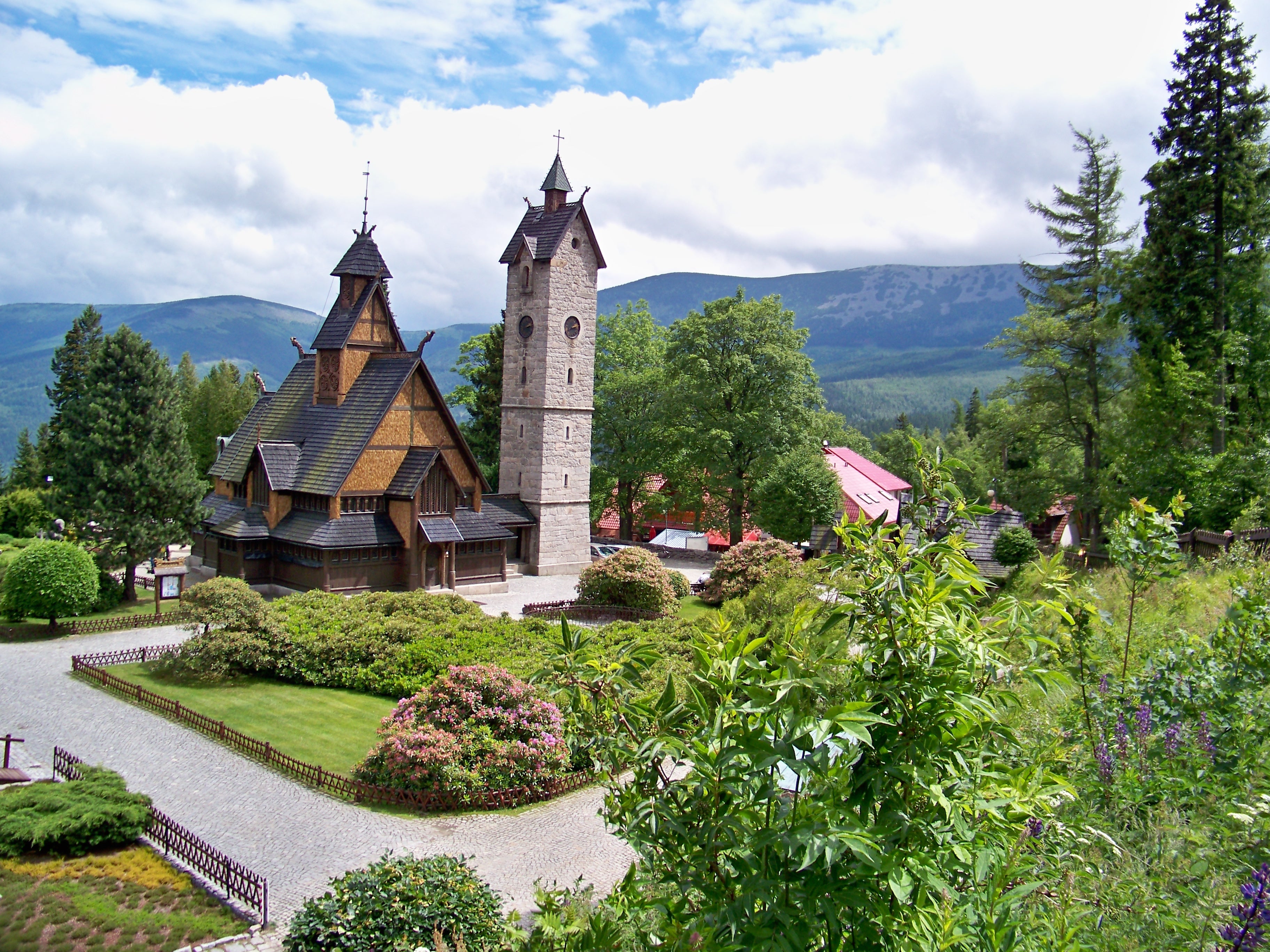
کلیسای چوبی وانگ که به همت یوهان کریستین دال و ولیعهد پروس، فردریک ویلهلم چهارم به لهستان منتقل و باز سازی شده‌است.

شخصیت یوهان کریستین دال، دارای ابعاد دیگری نیز بود که شاید کمتر شناخته شده باشد. از جمله اینکه وی همچنین پیشگام حفاظت از میراث فرهنگی نروژ و بنیانگذار انجمن حفاظت از آثار تاریخی نروژ بوده‌است. یوهان کریستین دال، اولین کسی بود که مردم را از اهمیت تاریخی و فرهنگی کلیساهای قدیمی چوبی، که با فرسایش و تخریب تهدید می‌شدند، آگاه کرد. وقتی قرار بود کلیسای  شهر وانگ، تخریب شود، یوهان کریستین دال این کلیسا را در یک مراسم حراج در سال ۱۸۴۰ میلادی خریداری کرد تا از تخریب بی حساب و بی ثمر کلیسا جلوگیری کرده و آن را نجات دهد. هدف وی انتقال و بازسازی کلیسا در پارک کاخ در کریستیانیا بود، اما در عمل به این کار موفق نشد. یوهان کریستین دال، بعداً این کلیسای چوبی را به ولیعهد پروس،  فردریک ویلهلم چهارم پادشاه بعدی پروس واگذار کرد.  فردریک ویلهلم چهارم، نیز به نوبهٔ خود این کلیسا را به سیلزی منتقل کرد و در لهستان فعلی بازسازی کرد.

## جوانی، تحصیل و کسب تجربه
یوهان کریستین دال، در برگن متولد شد. پدر وی یک قایقران و ماهیگیر و مادرش دختر یکی از کارکنان موزه بود.
 شرایط زندگانی یوهان کریستین دال، در دوره کودکی نسبتاً فقیرانه بود. پدر یوهان کریستین دال، در جوانی از املاک خانوادگی خود در  شهرستان گولن، دل کنده و از سهم موروثی خود چشم پوشی کرده بود تا بتواند به برگن مهاجرت کند. جایی که به زحمت توانست از طریق قایق‌رانی و ماهی‌گیری درآمد حداقلی برای امرار معاش به دست آورد.
 در خاطرات یوهان کریستین دال، از فقر در دوران کودکی به تلخی یاد شده‌است. وی همیشه از اینکه در دوران کودکی، هیچ معلم و راهنمایی نداشته، گلایه کرده‌است.
 اما در حقیقت، اینکه وی توانسته بود در جوانی از شرایط فقر رهایی پیدا کند از اقبال وی بود.
 اولین یاور یوهان کریستین دال، یکی از خدمه کلیسای جامع برگن بود که قصد داشت، یوهان کریستین دال، را تشویق به ادامه تحصیل در رشته الهیات مسیحی کند. اما خیلی زود به استعداد عملی یوهان کریستین دال، در رشته‌های هنری پی برد و در عوض، مقدمات آموزش وی در رشته نقاشی را فراهم آورد. از سال ۱۸۰۳ تا ۱۸۰۹ میلادی، یوهان کریستین دال، به عنوان کارآموز نقاشی در رشته صنایع دستی و تزئینات نزد استاد نقاشی، یوهان گئورگ مولر در برگن شاگرد بود. استادی که در عوض استفاده از نیروی کار یوهان کریستین دال، در امور سنگینی که در واقع از وظایف هر شاگردی بود، به او اجازه آزمایش و خطا و کسب تجربه و مهارت داد. نکته ای که ظاهراً یوهان کریستین دال، در خاطرات خود توجه لازم به آن نداشته و حق بدیهی خود پنداشته‌است.
 دراین دوره زمانی و تحت این شرایط، یوهان کریستین دال در کنار شرکت در طراحی و ساخت تزئینات تئاتر، فرصت داشت تا چهره افراد و نیز مناظر برگن و مناظر طبیعی اطراف شهر را نقاشی کند. 

راهنما و حامی بعدی یوهان کریستین دال، لیدر ساگن بود. کسی که به وی کمک بیشتری کرد تا با مطالعه کتاب‌های هنری، با اصول نظری هنر نقاشی آشنا شود. امری که به نوبه خود علاقه به تاریخ و مفهوم میهن را در وجود نقاش جوان بیدار کرد. باز همین لیدر ساگن بود که در سال ۱۸۱۱ میلادی در محافل و انجمن‌های دوستان و آشنایان با جمع کمک مالی، امکان سفر یوهان کریستین دال، به کپنهاگ، برای ادامه تحصیل علمی نقاشی هنری را فراهم کرد.

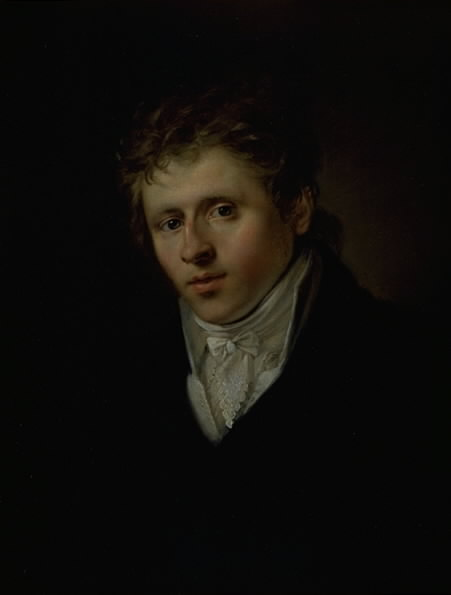
پرتره یوهان کریستین دال، ۱۸۱۵ میلادی متعلق به موزه هنر در کپنهاگ

## تحصیل در آکادمی هنر کپنهاگ
یوهان کریستین دال، وقتی در سال ۱۸۱۱ میلادی از برگن به دانمارک سفر کرد و به آکادمی هنر کپنهاگ راه پیدا کرد. این مؤسسه در حال رکود بود. کریستوفر ویلهلم اکرسبرگ که امروز بسیاری او را پدر هنر نقاشی در دانمارک می‌شناسند، هنوز از سفر خود از خارج از کشور مراجعت نکرده بود. استادان به نام و توانایی مثل نیکولای آبیلدگارد و ینس یوئل مرده بودند. تنها نقاش مهم آکادمی هنر کپنهاگ، در آن زمان استاد کریستیان آگوست لورنتزن، بود؛ یعنی شخصی که اگر چه در فن نقاشی استاد بود اما بیشتر به خلاقیت هنری خود مشغول بود و به آموزش دیگران کمتر علاقه داشت و در نتیجه چندان مناسب معلمی نبود. وقتی بعدها یوهان کریستین دال، اولین معلم‌های نقاشی خود را ضعیف دانسته و از آنها و آثار آنها انتقاد می‌کند. این سوء ظن به خاطر می‌رسد که گویا او خود را نابغه ای مادر زاد می‌دانسته‌است. اما قدر مسلم آن است که مشاهده نزدیک شیوهٔ کار استادانی مانند کریستیان آگوست لورنتزن یا جورج هاس، به‌طور غیر مستقیم در رشد مهارت‌های فنی او مؤثر بوده‌است. به احتمال زیاد منظور یوهان کریستین دال، از «استادان بی خاصیت»، در نامه ای که در سال ۱۸۱۸ به دوست و مربی خود در نروژ، لیدر ساگن نوشته‌است، همین دو شخص بوده‌اند.

یوهان کریستین دال، کلاسهای آکادمی هنر را به طریق معمول گذراند. اما وی در میان دانشجویان ممتازی بود که جوایزی را در همان دوره تحصیل نصیب خود کرد. از جمله در سال ۱۸۱۴ مدال نقره کوچک، و در سال ۱۸۱۷ مدال بزرگ آکادمی هنرهای زیبای دانمارک به یوهان کریستین دال، تعلق گرفت. ضمن آنکه مطالعات و تمرین‌های وی تنها به برنامه تنظیم شده آکادمی محدود نبود. یوهان کریستین دال، دردوران تحصیل خود در آکادمی هنر، مرتباً از مجموعه آثار هنری کپنهاگ بازدید می‌کرده‌است. در مورد این بازدیدها وی مشاهدات خود را در نامه‌هایی از جمله برای لیدر ساگن، نوشته‌است. در نامه ای که یوهان کریستین دال، در سال ۱۸۱۲ به لیدر ساگن نوشته‌است. ضمن نقد نقاشی‌هایی که اخیراً دیده بوده، از طبیعت کوهستانی نروژ یاد می‌کند و تأسف می‌خورد که در کپنهاگ از صخره و آبشار نشانی نیست و باید به نقاشی آب خوری راضی بود. در همین نامه‌ها از همان دوران دانشجویی، گرایش هنری یوهان کریستین دال، که بعدها به سبکی نو در نروژ تبدیل می‌شود، قابل پیش‌بینی است. 

اولین نقاشی‌های یوهان کریستین دال، در کپنهاگ شاید دور از طبیعت و محدود به آب خوری هنرکده بوده‌اند. اما او خیلی زود به ارزش آموزشی گنجینه نقاشی‌های استادان، در نمایشگاه کپنهاگ پی برد و با باز تولید این آثار نه تنها نقاط قوت این استادان را شناخت و از آنها آموخت، بلکه با کشف نقاط ضعف پنهان این استادان، دید واقعی تری نسبت به هنر پیدا کرد و بیش از پیش بر اعتماد به نفس خود افزود.
نقاشان مناظر قرن هفدهم، ترکیب اجزاء و عمق فضای آثار خود را بر اساس زاویه دید و خطوط مورب شکل می‌دادند. معمولاً چند کوه و تپه، عمق و پس زمینه را تشکیل می‌داد. ساختمان یا رودخانه ای در وسط، نقاشی می‌شد و انبوهی از درختان و گل و گیاه در پیش زمینهٔ تابلو نمایش داده می‌شد. یوهان کریستین دال، در آثار نخستین خود با الهام از نقاشان عصر طلایی هلند مانند یاکوب وان روئیزدال، همین ترکیب را با فضای نقاشی‌های خود از مناظر کوهستانی، تطبیق داده‌است. شیوه کار استادان نقاشی هلندی و ایتالیایی که یوهان کریستین دال، تنها از طریق مطالعهٔ آثارشان می‌شناخت به وضوح در آثار خود وی منعکس شده‌است.

## اقامت در آلمان
یوهان کریستین دال، در تابستان ۱۸۱۴ میلادی به منظور مطالعه و تمرین به مناطق مختلف دانمارک از جمله جزیره شیلند سفر کرد. در این سفر چند تابلو خوب و با دقت نقاشی کرد. بعضی از این آثار در موزه هنری اسلو موجود است. به عقیده بسیاری این سفر نقطه عطفی در زندگی هنری یوهان کریستین دال، محسوب می‌شود. هر چند او قبلاً نیز، از سال ۱۸۱۲ میلادی در نمایشگاهای سالانه شرکت داشت اما معروفیت وی بعد از شرکت در یک نمایشگاه در سال ۱۸۱۵ آغاز شد. در این نمایشگاه یوهان کریستین دال، ۱۳ تابلو را به نمایش گذاشت. بعضی از این آثار بازآفرینی مناظر طبیعی بودند که وی در حین سفر نقاشی کرده بود و بعضی دیگر حاصل تخیل وی بودند. مناظری که یوهان کریستین دال، نقاشی کرده بود اگر چه همگی نمایی از طبیعت بودند اما بنابر مقتضای فرهنگی و سیاسی آن زمان، یوهان کریستین دال، با انتخاب ساختمانهای تاریخی و خلق فضایی رمانتیک و قابل تفسیر و با حمایت و تبلیغ دوستان خود نظر عارف و عامی را به خود و آثار خود جلب کرد.
یوهان کریستین دال، در ایجاد روابط اجتماعی خوش‌اقبال بود. حمایت لیدر ساگن و توصیه نامه ای که در اختیار وی گذاشته بود نیز در بسیاری از محافل فرهنگی آن زمان، در را به روی یوهان کریستین دال، گشود. محافلی که به نوبه خود باعث رشد حس ملی‌گرایی و تقویت علاقه وی به تاریخ و آثار باستانی اسکاندیناوی شدند. از جمله افرادی که علاقه وی را در این جهت سوق داد، آدام اوهلنشگر ادیب و نویسنده دانمارکی بود.
در یک دوره تا سال ۱۸۱۷ مطالعات یوهان کریستین دال، بیشتر روی آثار هنری بزرگان نقاشی متمرکز شده بود. اما از آن پس ما بیشتر شاهد تجارب مستقیم او از صحنه‌های طبیعی هستیم. هر چند این تجارب از داخل ساختمان و در پس پنجره صورت گرفته بود. استقبال از یوهان کریستین دال، در محافل فرهنگی آن زمان، منافع اقتصادی نیز به دنبال داشت. در دوران جوانی او در نامه‌های خود به لیدر ساگن از این که مجبور بود تابلوهای کوچکی نقاشی کند که قابل فروش باشند اظهار تأسف کرده بود. اما بعدها با فروش آثار خود به توانمندانی با نفوذ، از جمله شخص پادشاه دانمارک، این محدودیت از میان برداشته شد. یوهان کریستین دال، از این پس سفرهای زیادی از جمله به خارج از دانمارک داشت. با وجود تمام علاقه ای که وی به زادگاه خود نروژ داشت اما خیلی زود دریافت که به عنوان یک نقاش آثار هنری به سختی می‌تواند درآمدی در نروژ کسب کند. او در سال ۱۸۱۸ بعد از سفری به آلمان، تصمیم گرفت که شهر درسدن را اقامتگاه اصلی خود قرار دهد. ضمن اینکه به عنوان هنرمندی سرشناس از امکانات سفر به دیگر مناطق اروپا به خوبی بهره برد. یوهان کریستین دال، سال ۱۸۲۰ میلادی را به عنوان مهمان کریستیان هشتم، که در آن زمان ولیعهد دانمارک بود و ارتباط بسیار نزدیک و خاصی با محافل فرهنگی و سیاسی و ملی‌گرای نروژ نیز داشت، در ایتالیا گذراند. در این سفر و سفرهای متعدد بعدی به خصوص به مناطق جنوب نروژ شخصیت یک نقاش صاحب سبک شکل گرفت. آخرین سفر وی به نروژ در سال ۱۸۵۰ صورت گرفت. در این سفر او دیگر جوانی خوش بنیه نبود و از این سفر به بعد به رغم وجود امکانات مالی، یوهان کریستین دال، ضعیف شده و دیگر تمایلی به سفر نداشت.
یوهان کریستین دال، سالهای آخر عمر را به عنوان هنرمندی سرشناس، درسدن گذراند و همان‌جا در سال ۱۸۵۷ پس از یک بیماری شدید درگذشت و به خاک سپرده شد اما در سال ۱۹۳۴ جنازه وی از آلمان به نروژ منتقل شد و نه تنها به عنوان نقاشی سرشناس، بلکه به عنوان مؤسس و حامی نهادهای فرهنگی و هنری متعدد در نروژ در شهر زادگاهش برگن بار دیگر با تقدیر و احترام به خاک سپرده شد.

## نگارخانه

نمایی از استالهایم یک نقاشی رنگ روغن که در سال ۱۸۴۲ از منظره کوهستانی استالهایم، ووس، هوردالاند کشیده شده است.
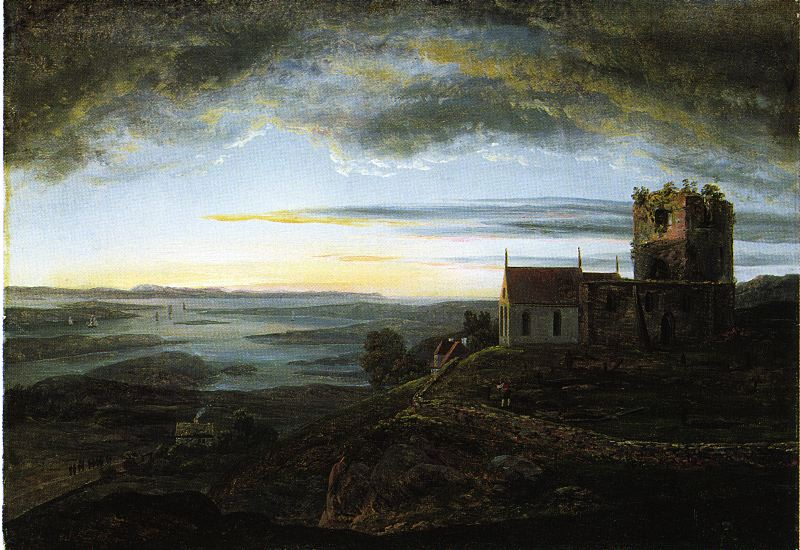
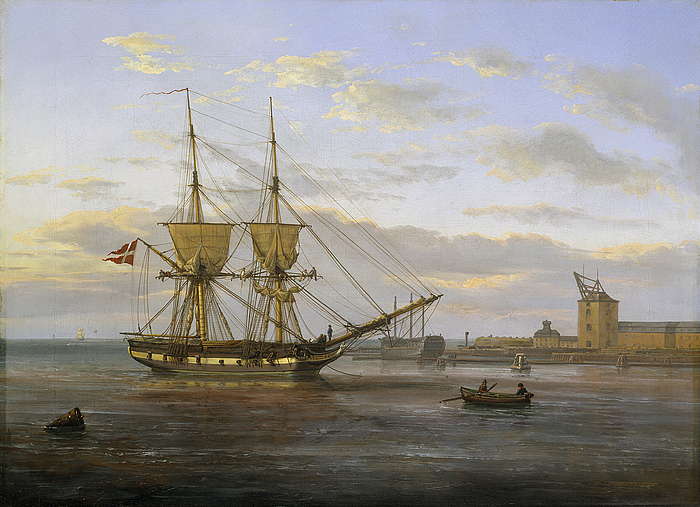
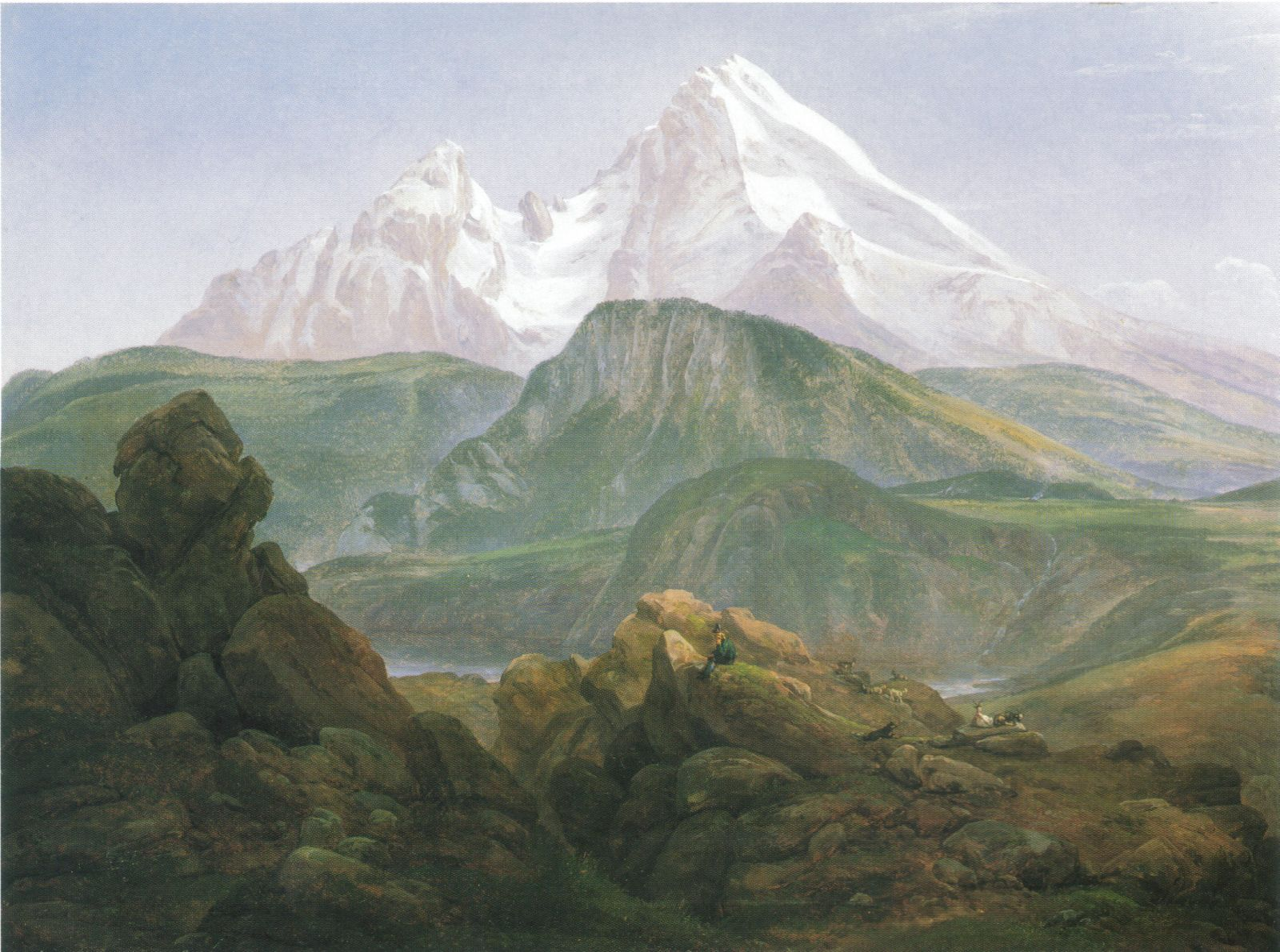
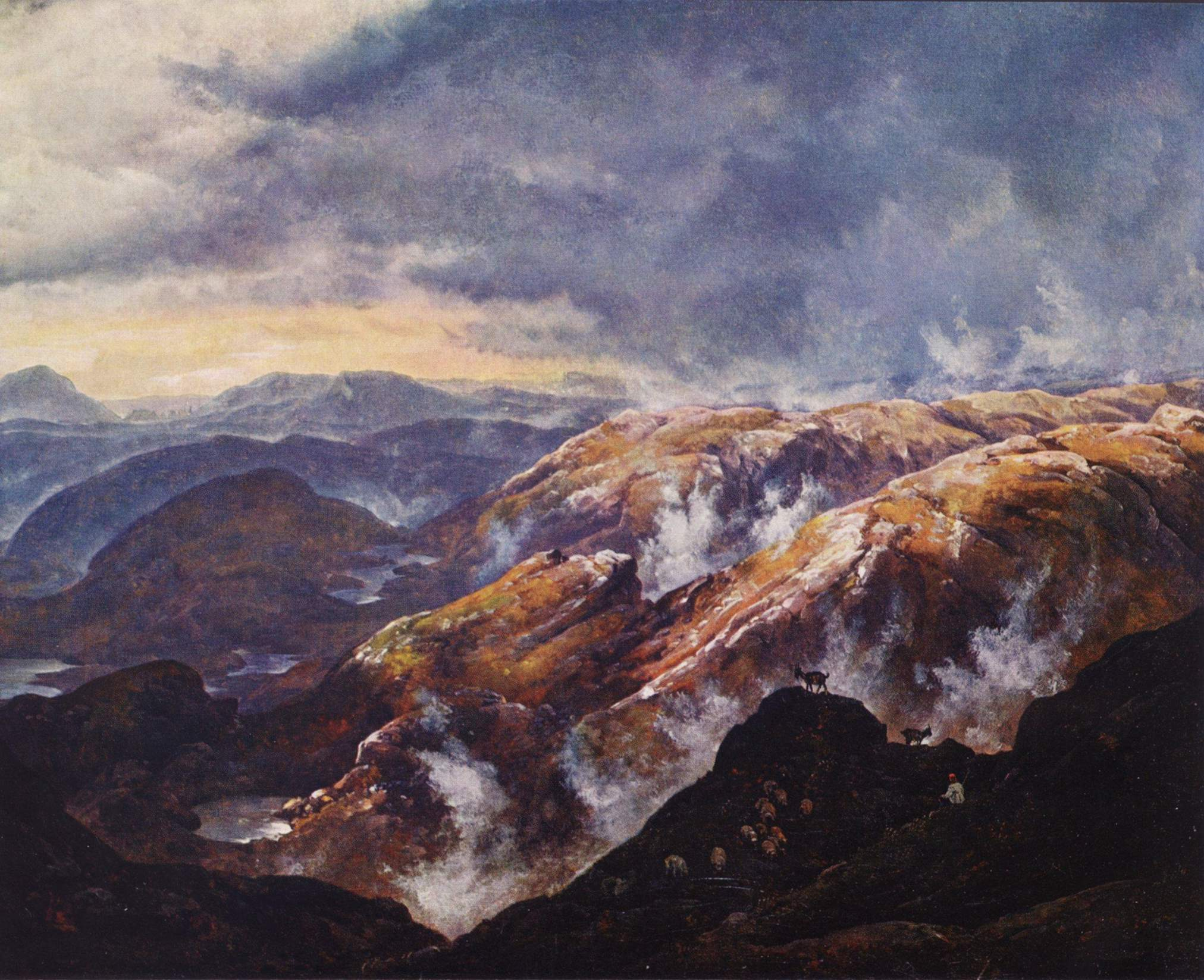
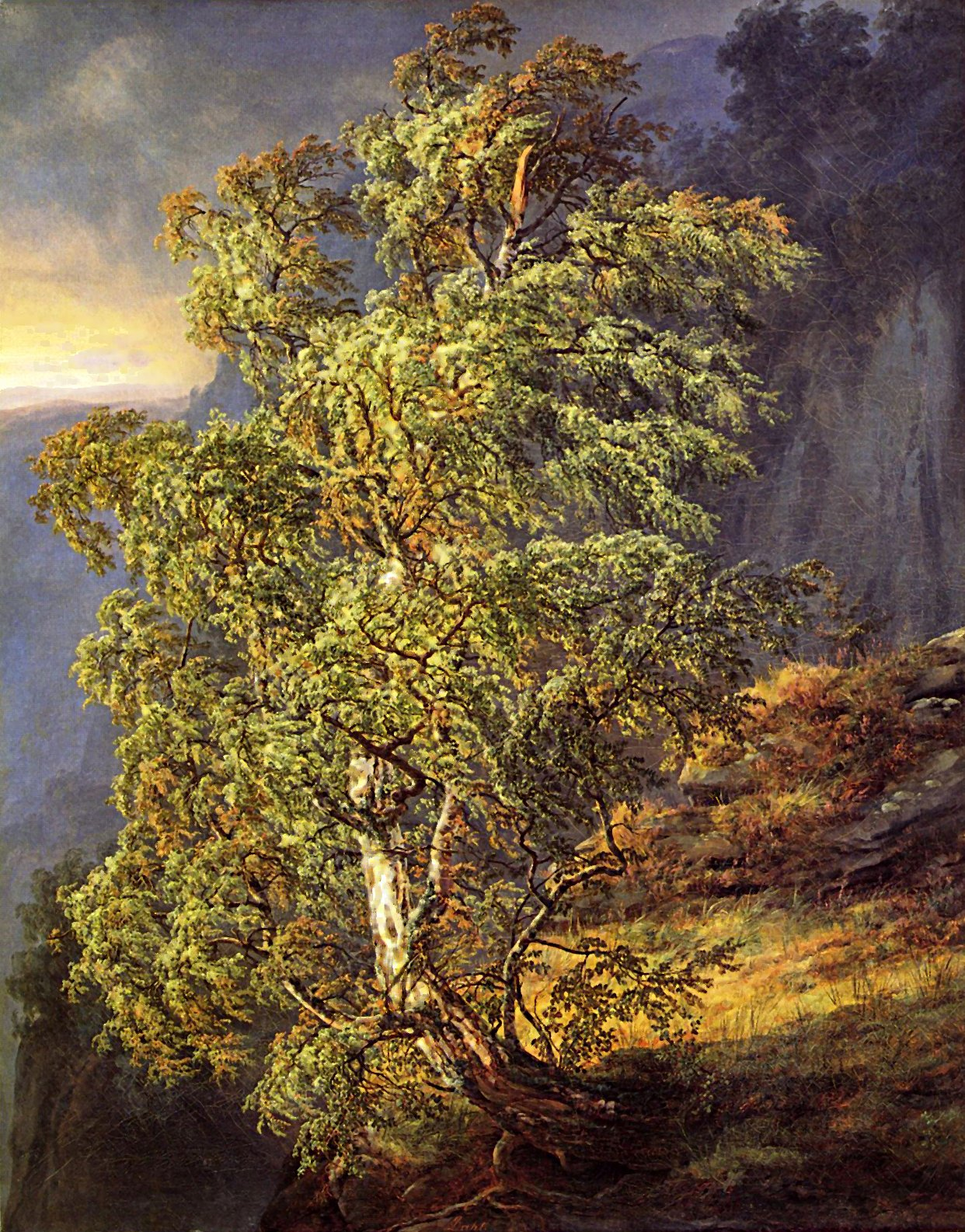
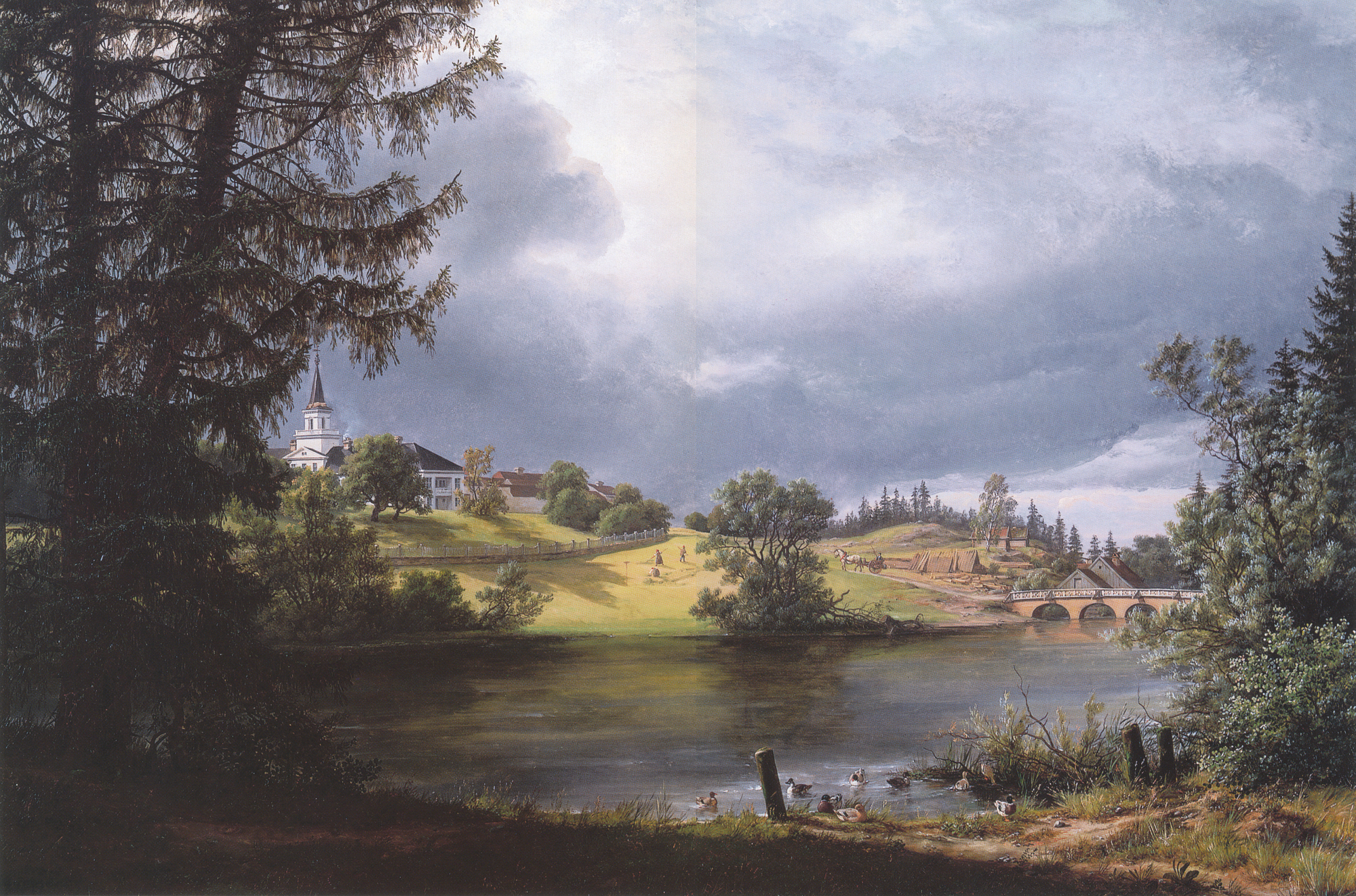
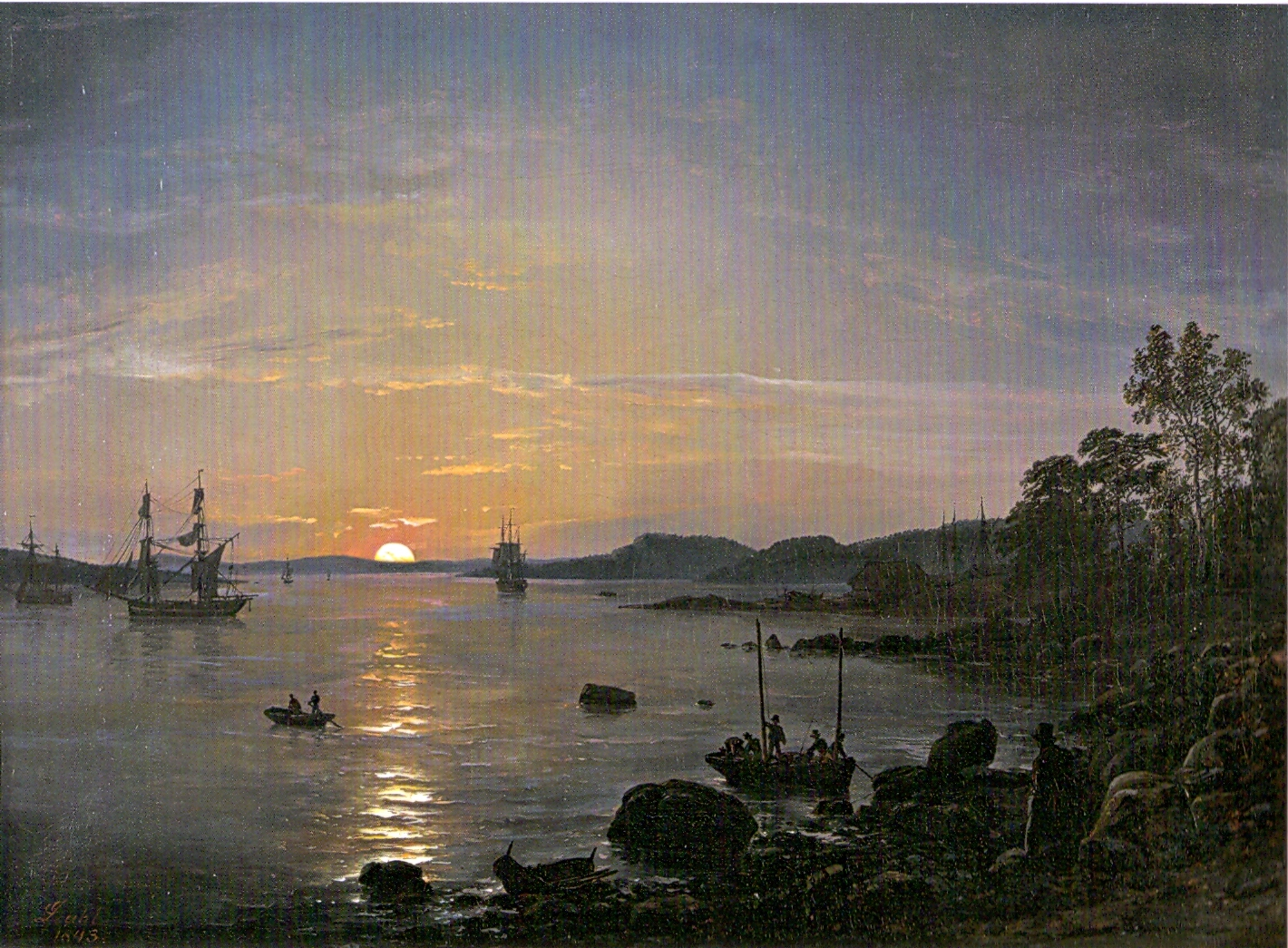
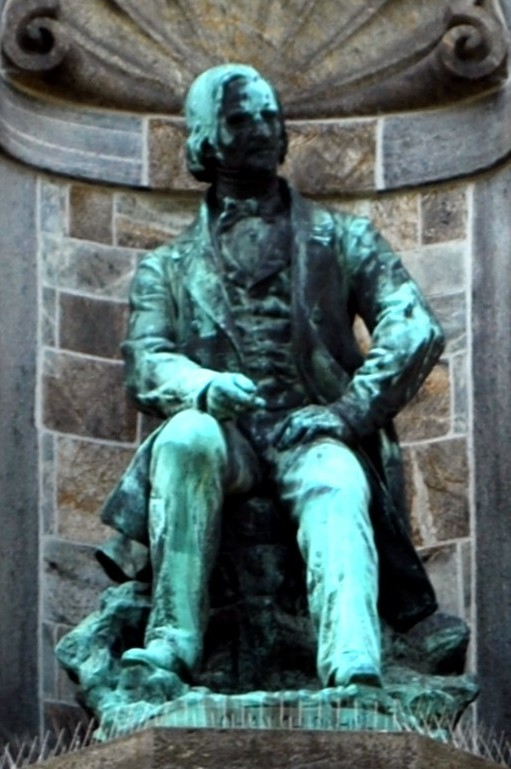